# Hesperocharis gaujoni
Hesperocharis gaujoni is een vlinder uit de familie van de witjes (Pieridae). De wetenschappelijke naam van de soort is voor het eerst geldig gepubliceerd in 1888 door Dognin.